# ショック療法
『ショック療法』（ショックりょうほう、Traitement de choc）は、1973年のフランスの映画。若返りの治療を行う海辺の療養所を舞台にしたスリラー作品。出演はアラン・ドロンやアニー・ジラルドなど。
公開当時、ドロンがオールヌードを披露したことが話題となった。

## キャスト
※括弧内は日本語吹替（初回放送1977年10月7日『ゴールデン洋画劇場』）
- ドクター・デビレ：アラン・ドロン（野沢那智）
- エレーヌ：アニー・ジラルド（中西妙子）
- ドクター・ベルナール：ミシェル・デュショソワ（仲木隆司）
- ルネ：ジャン＝フランソワ・カルヴェ
- ジェローム：ロベール・イルシュ（大塚周夫）

## スタッフ
- 監督：アラン・ジェシュア
- 製作：アラン・ベルモンド、レイモン・ダノン、ジャック・ドルフマン
- 脚本：アラン・ジェシュア、ロジェ・キュレール
- 撮影：ジャック・ロバン
- 音楽：ルネ・コーリン、アラン・ジェシュア